# Devil Is a Loser
Devil is a Loser är en singel av den finska heavy metal/hårdrocksgruppen Lordi. Singeln finns på både i en finsk och i en tysk version.
Låten finns på albumet Get Heavy som kom ut år 2002.
Omslaget till singeln är det enda hittills på vilket bara bandets sångare Mr.Lordi är med.

## Låtlista
1. Devil is a Loser
2. Don't Let My Mother Know
3. Devil is a Loser (video)